# Eusebio de Vercelli
Eusebio de Vercelli (Cerdeña, c. 283 - 371) fue un santo y el primer obispo conocido del norte de Italia.
En el año 340 fue nombrado primer obispo de Vercelli, en el actual Piamonte. Aquella fue una época difícil para la Iglesia. Bajo Constancio parecía ya olvidada la era de tolerancia y paz iniciada por su padre Constantino con el Edicto de Milán. El arrianismo, condenado en el Concilio de Nicea (325), hubiera desaparecido sin la ayuda que le prestó el Emperador. En el sínodo de Arlés (353) triunfó de nuevo la herejía. El papa Liberio quiso, sin embargo, arreglar de modo pacífico el enojoso problema. Comisionados Eusebio de Vercelli y Lucifer, Obispo de Cagliari (principios del año 354), lograron de Constancio que fuera convocado un sínodo, para el año siguiente, en Milán. Existían dos problemas básicos: el reconocimiento de la fe de Nicea y la defensa de San Atanasio, campeón de esta fe. Mas la mayoría arriana, dirigida por Ursacio de Singidom y Valenta de Mursa, impuso sus criterios al Concilio. Quienes se resistieron, como Osio de Córdoba, Eusebio de Vercelli y Lucifer de Cagliari, fueron desterrados. A Eusebio de Vercelli se lo confinó en Escitópolis de Palestina (Bet-San), bajo la vigilancia del obispo arriano Patrófilo.
En la carta que dirigió a sus fieles relata patéticamente las injurias, violencias y malos tratos de que se le hacía objeto. Trasladado a Capadocia y a la Tebaida superior, en Egipto, pudo conocer mejor el alma de Oriente y sus formas de vida. A fines del 361 muere Constancio y le sucede Juliano el Apóstata; la Iglesia recobra entonces su libertad y los desterrados pueden regresar del exilio. Eusebio de Vercelli asiste en el año 362 al sínodo de Alejandría, convocado por San Atanasio. Por encargo del sínodo visita las diócesis de Palestina y Siria para promulgar en ellas sus decisiones y restaurar la fe verdadera. En el año 363 se encuentra de nuevo en Vercelli. A pesar de sus años hace todavía frente, junto con Hilario de Poitiers, al arrianismo de Auxencio de Milán. Muere en los primeros días de agosto del año 371. 
La lucha contra el arrianismo llenó de hecho toda su vida, pero no fue obstáculo para que fuera también el gran impulsor del monacato en Occidente. Él mismo vivió como un miembro más de su comunidad de sacerdotes. Se le reconocen como auténticas tres cartas: una, al emperador Constancio, en la que acusa recibo de la convocatoria del sínodo y anuncia que se dirige a Milán; otra, ya mencionada, a los presbíteros y pueblo de Italia; les adjunta el Exemplar libelli facti ad Patrophilum. La tercera a Gregorio de Elvira. Parece que la información recibida de este motivó su juicio erróneo sobre la conducta de Osio
Se le atribuyen también el manuscrito de los Evangelios (siglo IV) que se conserva en la catedral de Vercelli, y una traducción al latín del Comentario a los Salmos de Eusebio de Cesarea. Igualmente, aunque sin fundamento sólido, el Símbolo Quicumque o Atanasiano, atribuido también a San Vicente de Leríns, San Hilario de Poitiers y a otros; una extensa confesión de fe; los doce libros De Trinitate, que corrieron bajo el nombre de San Atanasio y que J. P. Migne atribuye a Vigilio de Thapse. M. Simonetti, frente a la hipótesis de P. Schepens y V. Bulhart, niega que esta obra sea anterior a San Agustín.